# Ga Gakuen-Mae (Hokkaidō)
Ga Gakuen-Mae (学園前駅 Gakuen-Mae-eki) là nhà ga tàu điện ngầm nằm ở Toyohira, Sapporo, Hokkaidō, Nhật Bản. Nhà ga được đánh số H10.

## Bố trí ga
| G                                     | Mặt đất                                       | Lối vào/Lối ra                             |
| Sân ga                                | Sân ga 1                                      | đi H11 Toyohira-Kōen (Hướng đi Fukuzumi) → |
| Sân ga đảo, cửa sẽ mở ở bên trái/phải |                                               |                                            |
| Sân ga 2                              | ← đi H09 Hōsui-Susukino (Hướng đi Sakaemachi) |                                            |

## Lịch sử
- 14 tháng 10 năm 1994: Nhà ga mở cửa cùng với thời điểm mở rộng Tuyến Tōhō từ Hōsui-Susukino đến Fukuzumi.[1]
- 3 tháng 11 năm 2016: Cửa chắn sân ga được lắp đặt và đưa vào sử dụng.

## Xung quanh nhà ga
- Quốc lộ 36 (đến Muroran)
- Quốc lộ 453 (đến Date)
- Đại học Hokkai Gakuen
- Trường Đại học Thương mại Hokkai

## Thống kê lượng hành khách
Theo Cục Giao thông vận tải Thành phố Sapporo, số lượng hành khách trung bình mỗi ngày trong năm tài chính 2020 là 6.580.
Số lượng hành khách trung bình mỗi ngày trong những năm gần đây như sau.
| Năm  | Lượng hành khách trung bình mỗi ngày | Nguồn |
| ---- | ------------------------------------ | ----- |
| 2003 | 7,873                                | [ 2 ] |
| 2004 | 7,909                                | [ 2 ] |
| 2005 | 8,199                                | [ 2 ] |
| 2006 | 8,495                                | [ 2 ] |
| 2007 | 8,627                                | [ 2 ] |
| 2008 | 8,888                                | [ 2 ] |
| 2009 | 8,733                                | [ 2 ] |
| 2010 | 8,851                                | [ 2 ] |
| 2011 | 8,807                                | [ 2 ] |
| 2012 | 9,177                                | [ 2 ] |
| 2013 | 9,497                                | [ 2 ] |
| 2014 | 9,772                                | [ 3 ] |
| 2015 | 9,982                                | [ 3 ] |
| 2016 | 10,216                               | [ 4 ] |
| 2017 | 10,175                               | [ 4 ] |
| 2018 | 10,297                               | [ 5 ] |
| 2019 | 10,164                               | [ 5 ] |
| 2020 | 6,580                                | [ 6 ] |

## Hình ảnh

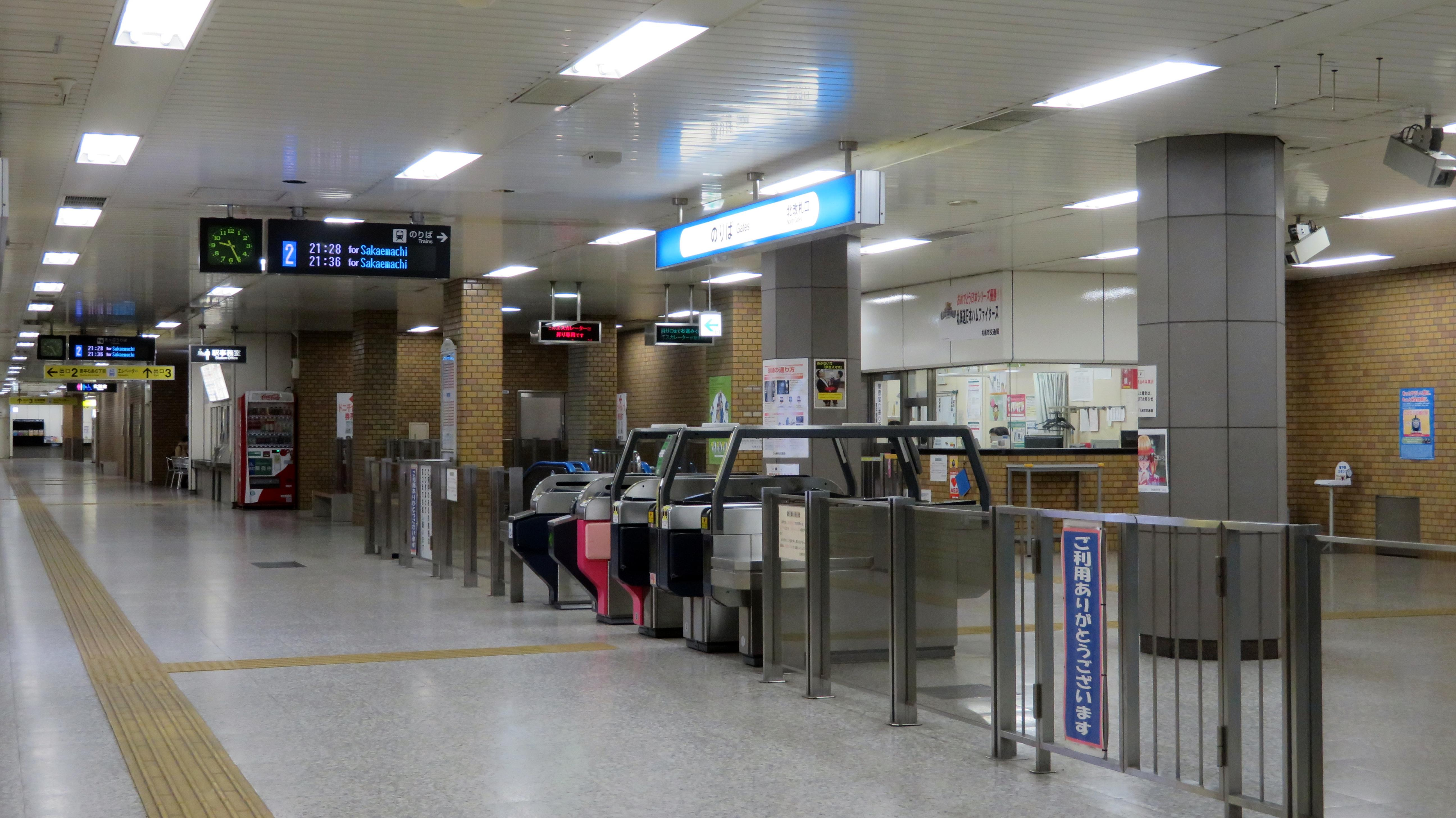
Cổng soát vé phía Bắc nhà ga
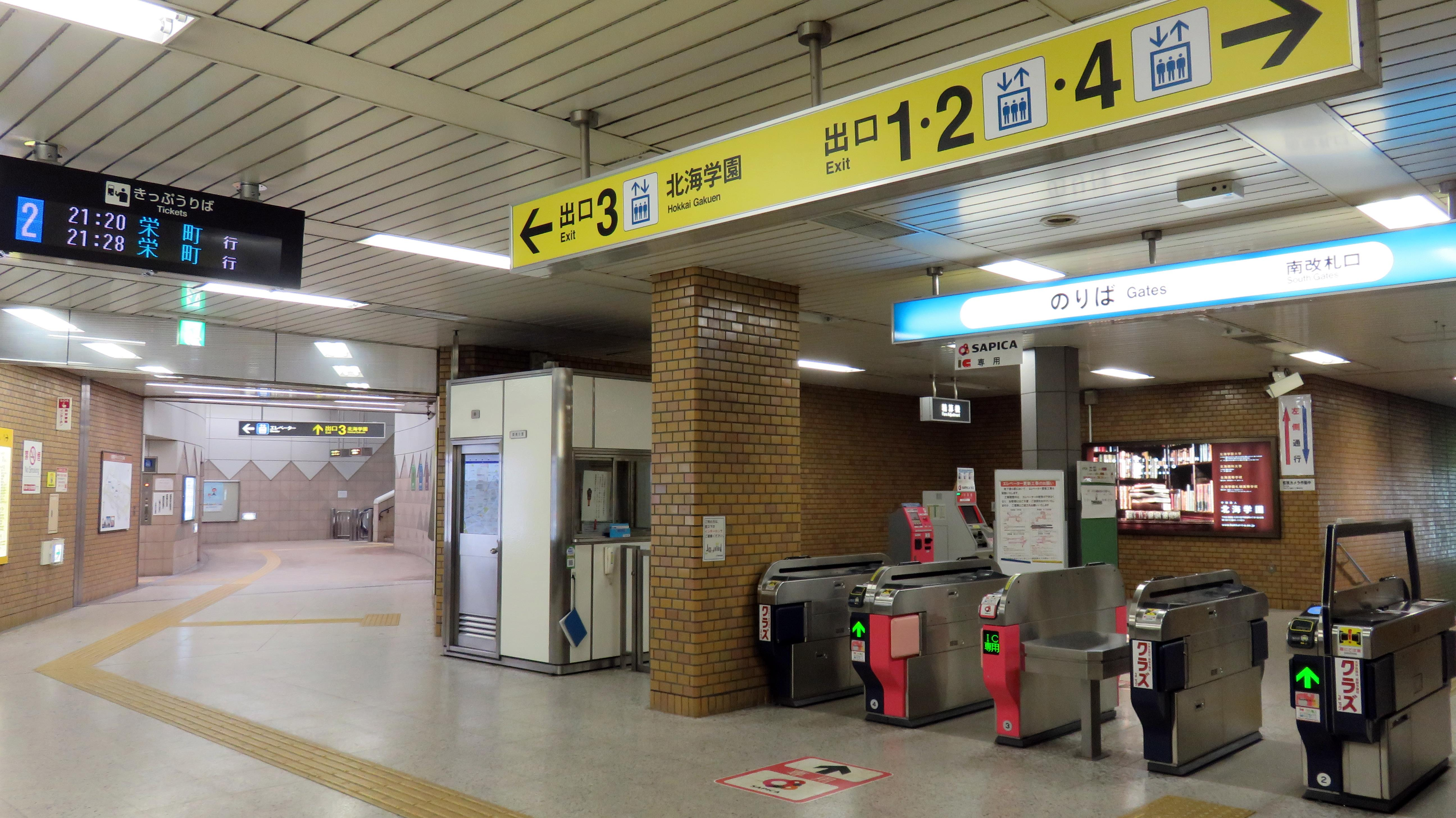
Cổng soát vé phía Nam nhà ga
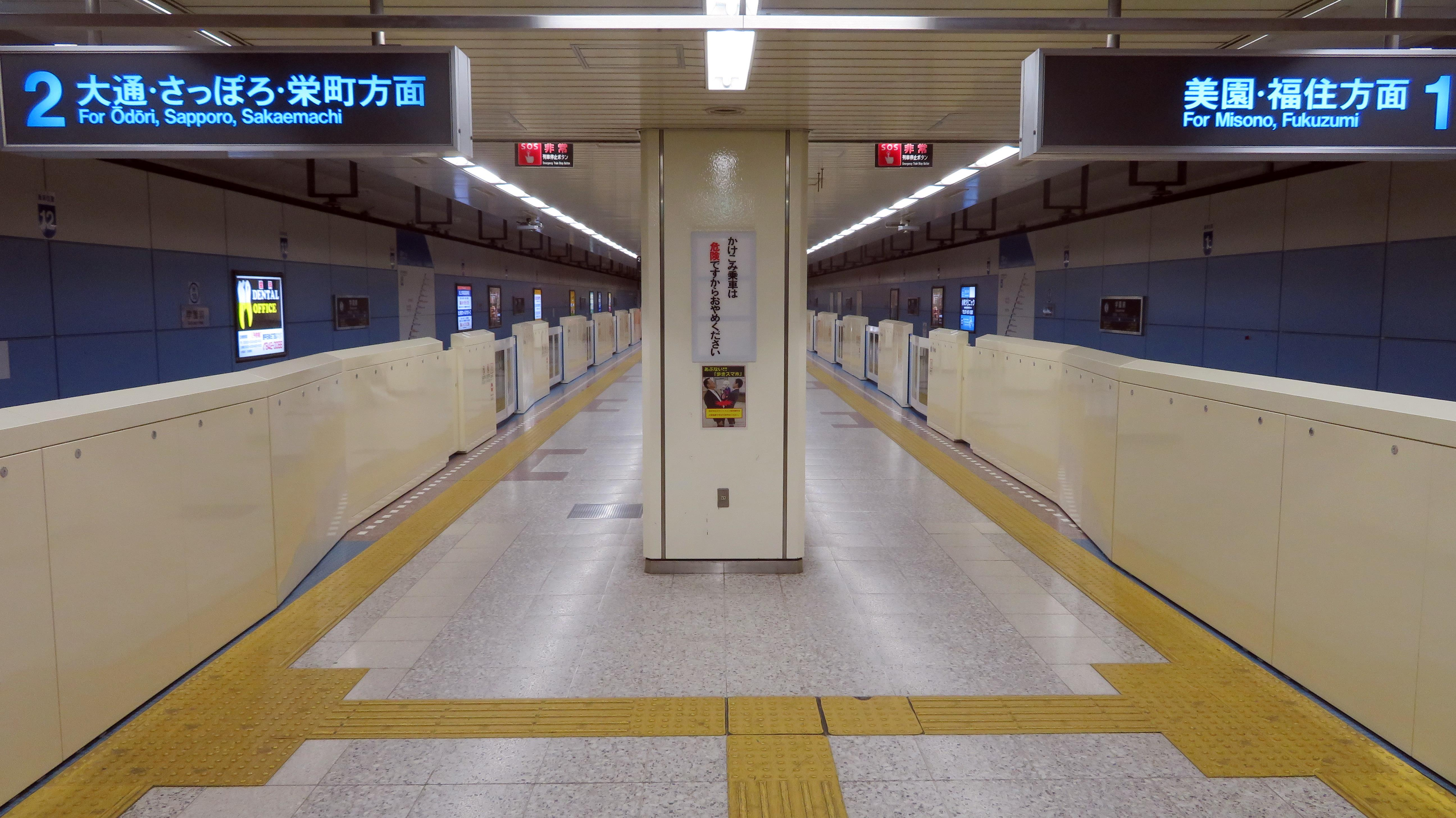
Sân ga
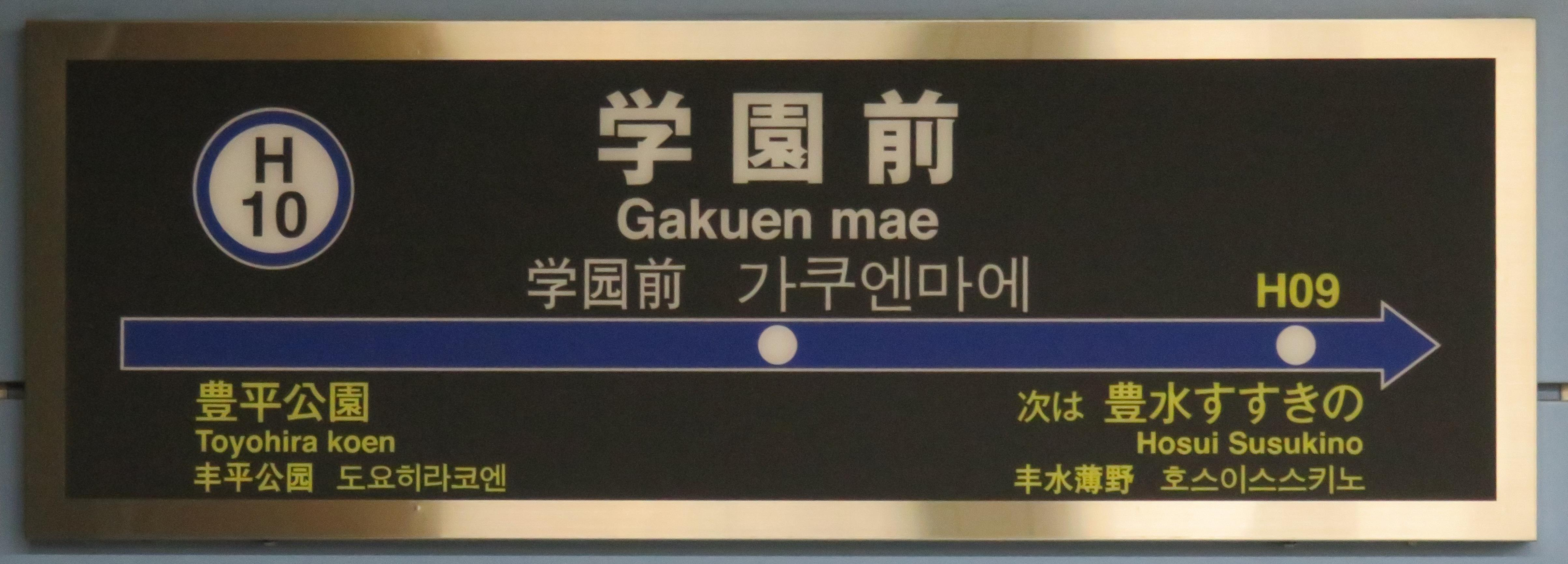
Biển tên của nhà ga